# María Ernestina Larráinzar Córdoba
María Ernestina Larráinzar Córdoba (Roma, Estados Pontificios; 23 de octubre de 1854-Ciudad de México, 16 de enero de 1925) fue una escritora y maestra mexicana, que junto a su hermana Josefina fundó la orden religiosa Congregación Hijas del Calvario.

## Biografía
Ernestina Larráinzar Córdoba nació en el Palacio Rúspoli de Roma el 23 de octubre de 1854. Fue hija de la guatemalteca Manuela Córdoba y del diplomático chiapaneco Manuel Larráinzar. Tuvo dos hermanos y dos hermanas, Enriqueta y Josefina. En 1866, su padre fue nombrado Ministro plenipotenciario de las cortes de Rusia, Suecia y Dinamarca por el emperador Maximiliano I, por lo que, con 12 o 13 años, el 2 de febrero tuvo que viajar junto a sus padres y sus hermanas a San Petersburgo. Tras la caída del Segundo Imperio Mexicano, la familia emprendió un viaje por Europa, para finalmente trasladarse a Guatemala.
Tras la muerte de Benito Juárez, en 1872, Ernestina Larráinzar Córdoba y su familia pudieron volver a México. Con su hermana Josefina, posiblemente su melliza, escribió novelas y libros de viajes, y el 19 de enero de 1885 fundaron la Congregación Hijas del Calvario, que se extendió a Cuba, España, Italia, Rodesia y Jerusalén.
Falleció en la Ciudad de México el 16 de enero de 1925.

## Homenajes
Una calle en la colonia del Valle lleva por nombre «Calle Ernestina Larráinzar». También un colegio privado de educación primaria y secundaria en la alcaldía Cuauhtémoc se bautizó en su honor.

## Obras
Su obra literaria comparte autoría con su hermana Josefina Larráinzar:
- Horas serias en la vida. Reflexiones escritas en 1879 (1879)
- Misterios del corazón (1881)
- Viaje a varias partes de Europa (1882)
- ¡Sonrisas y lágrimas! (1883)